# Hansjörg Kunze
Hansjörg Kunze, född den 28 december 1959, är en före detta friidrottare som tävlade i medel- och långdistanslöpning för Östtyskland.
Kunze blev tre gånger bronsmedaljör vid internationella mästerskap. Vid både VM 1983 och VM 1987 slutade han på tredje plats på 10 000 meter. Han blev även bronsmedaljör vid Olympiska sommarspelen 1988 fast denna gång på halva distansen, 5 000 meter.

## Personliga rekord
- 5 000 meter - 13.15,73
- 10 000 meter - 27.26,00